# Lukas Moser
Pour les articles homonymes, voir Moser.
Lukas Moser ou Lucas Moser, né vers 1390, et mort après 1434, est un peintre allemand. Il doit sa célébrité à son chef-d'œuvre, l'autel de Marie-Madeleine dans l'église paroissiale de Sainte-Marie-Madeleine de la ville de Tiefenbronn.

## Biographie
Lukas Moser est originaire de la petite ville de Weil der Stadt, près de Stuttgart, alors ville libre d'Empire. Le célèbre astronome Johannes Kepler aussi est né dans cette ville.
Malgré l'inscription qui se trouve sur le cadre du retable, on ne sait pas identifier l'artiste avec une personne mentionnée dans des documents d'archives. Il est possible, mais non prouvé, que Moser est lié à un certain Hans Moser, qui est un peintre de vitraux documenté, actif à Ulm entre 1407 et 1442,.
On ignore tout de la formation du peintre ; selon une hypothèse récente, appuyée sur des rapprochements avec l'œuvre de Maître Francke, il l'aurait reçue dans la région du bas Rhin ou de la Westphalie. Son tour de compagnon a dû le mener vers l'ouest, car il a connu les productions les plus récentes de la miniature franco-flamande et de la peinture flamande. « Si certains traits, en particulier la manière de traiter les plis des étoffes, le montrent encore attaché au « style suave » de ce que l'on appelle le gothique international, la minutie avec laquelle il s'attache à décrire les jeux de la lumière sur les flots et les transparences de l'eau, l'ombre portée d'un anneau de fer sur le mur d'un embarcadère, cette extrême attention apportée aux apparences du monde en font bien le contemporain du Maître de Flémalle et de Jan van Eyck, et l'un des peintres les plus représentatifs, quoique les plus mystérieux, de cette époque ».

## Œuvre

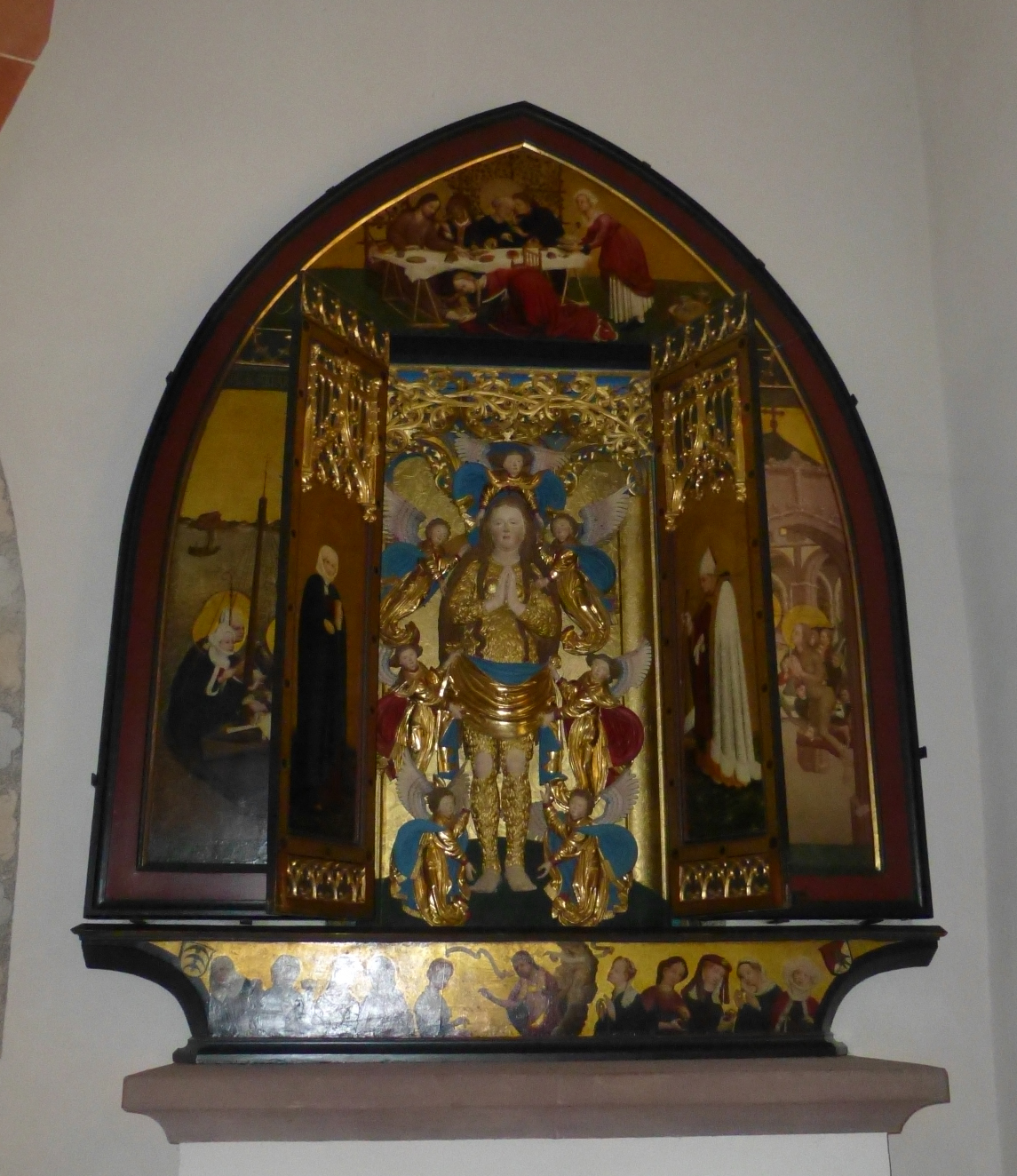
Le retable ouvert. La sculpture centrale est très postérieure.

L’Autel de Marie-Madeleine ou Retable de la Madeleine, datant de 1432, environ 300 × 240 cm, exposé dans l'église paroissiale de Sainte-Marie-Madeleine de Tiefenbronn, dans le Bade-Wurtemberg, est la seule œuvre connue de Lucas Moser.
Le retable est un triptyque destiné par sa forme à être placé sous un arc brisé. Il est constitué d'un coffre central où un groupe en bois sculpté représentant la Madeleine entourée d'anges a remplacé en 1520 la ou les statues d'origine : ce coffre est fermé par deux volets rectangulaires mobiles, peints, encadré par deux ailes fixes, également peintes, visibles lorsque les volets sont fermés, et il est surmonté par une autre composition peinte. La peinture a été exécutée sur parchemin collé sur bois. Cette technique n'est nullement exceptionnelle à l'époque, mais elle révèle une certaine recherche, de même que l'emploi de l'or et celui, plus rare, de l'argent pour servir de fond à certaines parties (en particulier la mer). Les donateurs d'une œuvre aussi précieuse ont pu être identifiés, mais les circonstances de la commande restent obscures. Ouverts, les volets montrent sainte Marthe et saint Lazare, debout sur un sol fait de nuages où brillent des astres. Lorsqu'ils sont fermés, on voit trois scènes de la légende de sainte Madeleine : la traversée, l'arrivée à Marseille et l'apparition au couple princier, la dernière communion de la sainte dans la cathédrale d'Aix-en-Provence. Au-dessus est représentée la Madeleine aux pieds du Christ ; à la prédelle, le Christ entre les « vierges sages »:
- Pignon : Le Repas dans la maison de Simon,
- Panneau de gauche : La Navigation de saints Marie-Madeleine, Marthe, Lazare, Maximin, et Sidoine,
- Panneau central : les Saints Marthe, Lazare, Maximin, et Sidoine endormis et au-dessus Sainte Marie-Madeleine apparait en rêve au couple princier.
- Panneau de droite : Dernière communion de sainte Marie-Madeleine, donnée par Maximin.
- Prédelle : Le Christ entre les vierges folles et les vierges sages.

L'ensemble des peintures est remarquablement conservé, grâce à l'excellente qualité technique. Les parties peintes ont pour support des panneaux de chêne revêtus d'un parchemin, et les peintures sont exécutées avec un grand luxe dans l'emploi des matériaux et des techniques les plus raffinés (dorures, poinçons, lustrages).